# Playboy Portugal
Playboy Portugal é a versão portuguesa da revista americana Playboy, de periodicidade mensal.
O primeiro número saiu em 2009 pela editora Frestacom, com a modelo e cantora Mónica Sofia como primeira capa. A publicação foi suspensa no ano seguinte, após ensaio polêmico em homenagem a obra literária de José Saramago. Nas fotos, um modelo representado a imagem de Jesus Cristo posa junto a mulheres nuas.
A publicação regressou às bancas em 2012, pela editora Media Page, com nova equipa e um posicionamento mais suave, com menos nudez.
Em 2015 a mais famosa revista masculina do mundo passa a ser publicada pela editora Black Rabbit, tendo a actriz Mafalda Teixeira como a sua primeira capa.

## História
A primeira edição da publicação em Portugal foi lançada em Abril de 2009 pela editora Frestacom. A modelo e cantora portuguesa Mónica Sofia foi a protagonista do ensaio da capa, pela objectiva do fotógrafo Gonçalo Gaioso. A primeira Playmate do mês portuguesa foi a modelo Rute Penedo.
Em Julho de 2010, a revista publicou um ensaio fotográfico em homenagem a obra literária de José Saramago, que havia falecido no mês anterior. Baseado no  livro O Evangelho segundo Jesus Cristo, o ensaio apresentava um modelo masculino representado a imagem de Jesus Cristo, posando junto a mulheres nuas. As fotos causaram uma grande polêmica e a Playboy Enterprises International anunciou o fim da licença da filial portuguesa. O último número publicado pela editora Frestacom foi em Agosto de 2010, com a DJ Sexation.
Em Fevereiro de 2012, foi anunciado o retorno da revista a Portugal, através da editora Media Page. A re-estreia aconteceu em Maio, com a atriz Rita Pereira na capa, fotografada por Pedro Ferreira. As fotos, porém, não tinham nudez. Sob a direção de Marco António Reis, a revista foi composta com uma equipe totalmente nova, composta por profissionais que trabalhavam nas revistas GQ e Maxmen. A publicação assumiu uma nova abordagem, com um posicionamento mais suave. O último número publicado pela editora Media Page foi em Julho/Agosto de 2013.
Regressa em Junho de 2015, pela editora Black Rabbit, de novo com Marco António Reis na direcção, apostada em preencher o vazio que o mercado apresentava no universo de revistas masculinas. A primeira capa foi protagonizada pela actriz Mafalda Teixeira, pela objectiva da fotógrafa Ana Dias. Apesar dessa primeira capa ter contado com uma actriz, a verdade é que a nova editora procurou apostar mais na girl next door para as suas capas, optando frequentemente por ensaios fotográficos temáticos em detrimento das celebridades. Em Junho de 2017, a direcção da publicação foi assumida por Hugo Vinagre. Em Julho de 2018, a Playboy Portugal passou a ser vendida no Brasil, no eixo Rio-São Paulo.

## Capas

### Frestacom
- 1ª Mónica Sofia, Abril de 2009
- 2ª Cláudia Jacques, Maio de 2009
- 3ª Ana Malhoa, Junho de 2009
- 4ª Rita Mendes, Julho de 2009
- 5ª Débora Montenegro, Agosto de 2009
- 6ª Liliana Queiroz, Setembro de 2009
- 7ª Cristina Areia, Outubro de 2009
- 8ª Marta Faial, Novembro de 2009
- 9ª Sandra e Soraia, Dezembro de 2009
- 10ª Ruth Marlene, Janeiro de 2010
- 11ª Nereida Gallardo, Fevereiro de 2010
- 12ª Rute Penedo, Março de 2010
- 13ª Lenka da Silva, Abril de 2010
- 14ª Sofia Hilário, Maio de 2010
- 15ª Sandra B., Junho de 2010
- 16ª Cristele Pato, Julho de 2010
- 17ª Paula Pires, Agosto de 2010

### Media Page
- 1ª Rita Pereira, Maio de 2012
- 2ª Dânia Neto, Junho de 2012
- 3ª Liliana Campos, Julho/Agosto de 2012
- 4ª Joana Duarte, Setembro de 2012
- 5ª Marta Pereira, Outubro de 2012
- 6ª Raquel Henriques, Novembro de 2012
- 7ª Raquel Jacob, Dezembro/Janeiro de 2012/2013
- 8ª Dora (cantora), Fevereiro de 2013
- 9ª Joana Vieira, Março 2013
- 10ª DJ Poppy, Abril 2013
- 11ª Tamara Ecclestone, Maio 2013
- 12ª Maria João Domingues, Junho 2013
- 13ª Patrícia Lage, Julho/Agosto 2013

### Black Rabbit
- 1ª Mafalda Teixeira, Junho de 2015
- 2ª Ted & Doriana, Julho/Agosto 2015
- 3ª Filipa Henrique, Setembro 2015
- 4ª Paulo Futre, Outubro 2015
- 5ª Joana Caldeira, Novembro 2015
- 6ª Cristina Ferreira, Dezembro/Janeiro 2015/2016
- 7ª Marta Noémi, Fevereiro 2016
- 8ª Inês Jindrich, Março 2016
- 9ª Raquel Loureiro, Abril/Maio 2016
- 10ª Rita Egídio, Junho 2016
- 11ª Ana Duarte, Julho 2016
- 12ª Liliana Filipa, Agosto 2016
- 13ª Andressa Pedry, Setembro 2016
- 14ª Soraia Araújo, Outubro 2016
- 15ª Raquel Henriques , Novembro/Dezembro 2016
- 16ª Raquel Martins, Janeiro 2017
- 17ª Gémeas Sandra e Natacha Matias, Fevereiro 2017
- 18ª Marie Brethenoux, Março 2017
- 19ª Lilian Leite, Abril 2017
- 20ª Erika Canella, Maio 2017
- 21ª Arina Miller, Junho/Julho 2017
- 22ª Ju Isen, Agosto 2017
- 23ª Camila Vernaglia, Setembro 2017
- 24ª Inès Trochia, Outubro 2017
- 25ª Priscila Matias, Novembro 2017
- 26ª Marisa Morais, Dezembro 2017
- 27ª Talita Cogo, Janeiro 2018
- 28ª Mishelle Papacova, Fevereiro 2018
- 29ª Ana Paula Saad, Março 2018
- 30ª Alexandra Rocha, Abril 2018
- 31ª Rosie Oliveira, Maio 2018
- 32ª Suzy Cortez, Junho 2018
- 33ª Silvia Louzada, Julho 2018
- 34ª Bogi Kovács, Agosto 2018
- 35ª Fabiana Britto, Setembro 2018
- 36ª Marisa Papen, Outubro 2018
- 37ª Yeva Lemkova, Novembro 2018
- 38ª Poliana de Paula, Dezembro 2018
- 39ª Nathy Kihara, Janeiro 2019
- 40ª Juliet Amelia, Fevereiro 2019
- 41ª Jéssica Lopes, Março 2019
- 42ª Alexa Jane, Abril 2019
- 43ª Raissa Barbosa, Junho 2020